# Temporada 2019 del Campeonato de Fórmula 3 de la FIA
La temporada 2019 del Campeonato de Fórmula 3 de la FIA fue la primera de esta categoría, nacida en la fusión entre la GP3 Series y Campeonato Europeo de Fórmula 3 de la FIA. Al igual que su categoría hermana, el Campeonato de Fórmula 2 de la FIA, corrió haciendo soporte a la temporada 2019 de Fórmula 1.
Robert Shwartzman se consagró como el primer campeón del campeonato de pilotos de la categoría tras garantizar el título matemáticamente en la penúltima carrera del año. En el campeonato de escuderías fue controlado por PREMA Racing, tras obtener una ventaja de más del doble de puntos a su inmediato perseguidor, Hitech Grand Prix, mientras que ART Grand Prix se aseguró el tercer lugar.

## Escuderías y pilotos
Los equipos para la temporada 2019 se confirmaron el 22 de octubre de 2018 en la cuenta de Twitter oficial de la categoría. Hay 10 escuderías, cada equipo cuenta con tres pilotos por ronda, formando una grilla de treinta monoplazas.
| Escudería                     | N.º | Piloto              | Rondas |
| ----------------------------- | --- | ------------------- | ------ |
| ART Grand Prix                | 1   | David Beckmann      | Todas  |
| ART Grand Prix                | 2   | Max Fewtrell        | Todas  |
| ART Grand Prix                | 3   | Christian Lundgaard | Todas  |
| MP Motorsport                 | 4   | Liam Lawson         | Todas  |
| MP Motorsport                 | 5   | Simo Laaksonen      | Todas  |
| MP Motorsport                 | 6   | Richard Verschoor   | Todas  |
| Sauber Junior Team by Charouz | 7   | Lirim Zendeli       | Todas  |
| Sauber Junior Team by Charouz | 8   | Fabio Scherer       | Todas  |
| Sauber Junior Team by Charouz | 9   | Raoul Hyman         | Todas  |
| HWA RACELAB                   | 10  | Bent Viscaal        | Todas  |
| HWA RACELAB                   | 11  | Jake Hughes         | Todas  |
| HWA RACELAB                   | 12  | Keyvan Andres       | Todas  |
| Jenzer Motorsport             | 14  | Yuki Tsunoda        | Todas  |
| Jenzer Motorsport             | 15  | Artem Petrov        | 1      |
| Jenzer Motorsport             | 15  | Giorgio Carrara     | 3, 5-7 |
| Jenzer Motorsport             | 15  | Federico Malvestiti | 4      |
| Jenzer Motorsport             | 15  | Hon Chio Leong      | 8      |
| Jenzer Motorsport             | 16  | Andreas Estner      | Todas  |
| Trident                       | 17  | Devlin DeFrancesco  | Todas  |
| Trident                       | 18  | Pedro Piquet        | Todas  |
| Trident                       | 19  | Niko Kari           | Todas  |
| Hitech Grand Prix             | 20  | Leonardo Pulcini    | Todas  |
| Hitech Grand Prix             | 21  | Jüri Vips           | Todas  |
| Hitech Grand Prix             | 22  | Ye Yifei            | Todas  |
| Campos Racing                 | 23  | Alex Peroni         | 1-7    |
| Campos Racing                 | 23  | David Schumacher    | 8      |
| Campos Racing                 | 24  | Alessio Deledda     | Todas  |
| Campos Racing                 | 25  | Sebastián Fernández | Todas  |
| PREMA Racing                  | 26  | Marcus Armstrong    | Todas  |
| PREMA Racing                  | 27  | Jehan Daruvala      | Todas  |
| PREMA Racing                  | 28  | Robert Shwartzman   | Todas  |
| Carlin Buzz Racing            | 29  | Teppei Natori       | Todas  |
| Carlin Buzz Racing            | 30  | Felipe Drugovich    | Todas  |
| Carlin Buzz Racing            | 31  | Logan Sargeant      | Todas  |
| Fuentes:                      |     |                     |        |

### Cambios de pilotos
- El argentino Giorgio Carrara participó en las rondas de Spielberg, Budapest, Spa-Francorchamps y Monza con Jenzer Motorsport, compitió con nacionalidad suiza.[17][18] Federico Malvestiti disputó la ronda de Silverstone en el lugar de Carrara,[19] y el macaense Hon Chio Leong disputó la última ronda de la temporada.[20]
- El alemán David Schumacher se unió a Campos Racing para reemplazar a Alex Peroni en la última ronda, luego de que el australiano sufriera un accidente en Monza.[29]

## Calendario
El calendario 2019 fue anunciado por el Consejo Mundial de Automovilismo de la FIA el 5 de diciembre del año anterior. Todas las rondas se disputaron junto a carreras de Fórmula 1 y de Fórmula 2.
| Rondas   | Rondas | Circuito                                     | País        | Fecha            |
| -------- | ------ | -------------------------------------------- | ----------- | ---------------- |
| 1        | C1     | Circuito de Barcelona-Cataluña, Montmeló     | España      | 11 de mayo       |
| 1        | C2     | Circuito de Barcelona-Cataluña, Montmeló     | España      | 12 de mayo       |
| 2        | C1     | Circuito Paul Ricard, Le Castellet           | Francia     | 22 de junio      |
| 2        | C2     | Circuito Paul Ricard, Le Castellet           | Francia     | 23 de junio      |
| 3        | C1     | Red Bull Ring, Spielberg                     | Austria     | 29 de junio      |
| 3        | C2     | Red Bull Ring, Spielberg                     | Austria     | 30 de junio      |
| 4        | C1     | Circuito de Silverstone, Silverstone         | Reino Unido | 13 de julio      |
| 4        | C2     | Circuito de Silverstone, Silverstone         | Reino Unido | 14 de julio      |
| 5        | C1     | Hungaroring, Mogyoród                        | Hungría     | 3 de agosto      |
| 5        | C2     | Hungaroring, Mogyoród                        | Hungría     | 4 de agosto      |
| 6        | C1     | Circuito de Spa-Francorchamps, Francorchamps | Bélgica     | 30 de agosto     |
| 6        | C2     | Circuito de Spa-Francorchamps, Francorchamps | Bélgica     | 1 de septiembre  |
| 7        | C1     | Autodromo Nazionale di Monza, Monza          | Italia      | 7 de septiembre  |
| 7        | C2     | Autodromo Nazionale di Monza, Monza          | Italia      | 8 de septiembre  |
| 8        | C1     | Autódromo de Sochi, Sochi                    | Rusia       | 28 de septiembre |
| 8        | C2     | Autódromo de Sochi, Sochi                    | Rusia       | 29 de septiembre |
| NC       | CC     | Circuito da Guia, Macao                      | Macao       | 16 de noviembre  |
| NC       | CP     | Circuito da Guia, Macao                      | Macao       | 17 de noviembre  |
| Fuentes: |        |                                              |             |                  |

## Neumáticos
Para la primera temporada de la categoría, Pirelli fue el suministrador de neumáticos, brindando a todos los pilotos cuatro sets de neumáticos de un compuesto de seco para cada ronda. Pirelli seleccionó un compuesto para cada ronda entre tres posibles, el compuesto blando, remarcado con bandas rojas a los costados del neumático, el compuesto medio amarillo, y el compuesto duro, de color blanco. También brindó dos juegos de neumáticos de lluvia, siendo estos resaltados con la banda azul.
| Nombre del compuesto | Color | Color | Banda de rodadura | Condiciones de circulación | Adherencia           | Durabilidad        |
| -------------------- | ----- | ----- | ----------------- | -------------------------- | -------------------- | ------------------ |
| Blando               | S     |       | Liso              | Seco                       | 3 - Más adherencia   | 1 - Menos duradero |
| Medio                | M     |       | Liso              | Seco                       | 2                    | 2                  |
| Duro                 | H     |       | Liso              | Seco                       | 1 - Menos adherencia | 3 - Más duradero   |
| Lluvia               | W     |       | Canales           | Mojado                     |                      |                    |

### Por carrera
|           | BAR | LEC | SPI | SIL | BUD | SPA | MNZ | SOC |
| --------- | --- | --- | --- | --- | --- | --- | --- | --- |
| Compuesto | H   | M   | S   | H   | M   | M   | S   | S   |
| De lluvia | W   | W   | W   | W   | W   | W   | W   | W   |

Fuente: Fórmula 3.

## Resultados

### Entrenamientos

#### Pretemporada
| N.º | Circuito    | Fecha       | Sesión | Mejor clasificado   | Mejor clasificado             | Mejor clasificado | Mejor clasificado |
| N.º | Circuito    | Fecha       | Sesión | Piloto              | Escudería                     | Tiempo            | Vueltas           |
| --- | ----------- | ----------- | ------ | ------------------- | ----------------------------- | ----------------- | ----------------- |
| 1º  | Paul Ricard | 20 de marzo | Mañana | Christian Lundgaard | ART Grand Prix                | 1:49.685          | 30                |
| 1º  | Paul Ricard | 20 de marzo | Tarde  | Marcus Armstrong    | PREMA Racing                  | 1:49.243          | 30                |
| 1º  | Paul Ricard | 21 de marzo | Mañana | Christian Lundgaard | ART Grand Prix                | 1:48.786          | 42                |
| 1º  | Paul Ricard | 21 de marzo | Tarde  | Yuki Tsunoda        | Jenzer Motorsport             | 1:49.301          | 25                |
|     |             |             |        |                     |                               |                   |                   |
| 2º  | Barcelona   | 9 de abril  | Mañana | Leonardo Pulcini    | Hitech Grand Prix             | 1:33.007          | 48                |
| 2º  | Barcelona   | 9 de abril  | Tarde  | Felipe Drugovich    | Carlin Buzz Racing            | 1:33.284          | 44                |
| 2º  | Barcelona   | 10 de abril | Mañana | Leonardo Pulcini    | Hitech Grand Prix             | 1:32.222          | 48                |
| 2º  | Barcelona   | 10 de abril | Tarde  | Lirim Zendeli       | Sauber Junior Team by Charouz | 1:33.703          | 32                |
|     |             |             |        |                     |                               |                   |                   |
| 3º  | Hungaroring | 17 de abril | Mañana | Leonardo Pulcini    | Hitech Grand Prix             | 1:31.564          | 41                |
| 3º  | Hungaroring | 17 de abril | Tarde  | Marcus Armstrong    | PREMA Racing                  | 1:31.411          | 52                |
| 3º  | Hungaroring | 18 de abril | Mañana | Robert Shwartzman   | PREMA Racing                  | 1:30.746          | 37                |
| 3º  | Hungaroring | 18 de abril | Tarde  | Yuki Tsunoda        | Jenzer Motorsport             | 1:32.177          | 50                |

#### Postemporada
| Circuito | Fecha         | Sesión | Mejor clasificado   | Mejor clasificado | Mejor clasificado | Mejor clasificado |
| Circuito | Fecha         | Sesión | Piloto              | Escudería         | Tiempo            | Vueltas           |
| -------- | ------------- | ------ | ------------------- | ----------------- | ----------------- | ----------------- |
| Valencia | 20 de octubre | Mañana | Lirim Zendeli       | Jenzer Motorsport | 1:33.719          | 32                |
| Valencia | 20 de octubre | Tarde  | Christian Lundgaard | ART Grand Prix    | 1:21.370          | 39                |
| Valencia | 21 de octubre | Mañana | Christian Lundgaard | ART Grand Prix    | 1:20.860          | 54                |
| Valencia | 21 de octubre | Tarde  | Oscar Piastri       | PREMA Racing      | 1:21.679          | 54                |
| Valencia | 22 de octubre | Mañana | Logan Sargeant      | PREMA Racing      | 1:33.705          | 25                |
| Valencia | 22 de octubre | Tarde  | Logan Sargeant      | PREMA Racing      | 1:34.645          | 23                |

### Temporada
| Ronda | Ronda | Ronda             | Pole Position       | Vuelta rápida       | Piloto ganador      | Escudería ganadora | Resultados |
| ----- | ----- | ----------------- | ------------------- | ------------------- | ------------------- | ------------------ | ---------- |
| 1     | 1     | Barcelona         | Robert Shwartzman   | Christian Lundgaard | Robert Shwartzman   | PREMA Racing       | Resultados |
| 1     | 2     | Barcelona         |                     | Jehan Daruvala      | Jehan Daruvala      | PREMA Racing       | Resultados |
| 2     | 1     | Le Castellet      | Jake Hughes         | Felipe Drugovich    | Jehan Daruvala      | PREMA Racing       | Resultados |
| 2     | 2     | Le Castellet      |                     | Marcus Armstrong    | Robert Shwartzman   | PREMA Racing       | Resultados |
| 3     | 1     | Spielberg         | Marcus Armstrong    | Jüri Vips           | Jüri Vips           | Hitech Grand Prix  | Resultados |
| 3     | 2     | Spielberg         |                     | Jake Hughes         | Jake Hughes         | HWA RACELAB        | Resultados |
| 4     | 1     | Silverstone       | Jüri Vips           | Jehan Daruvala      | Jüri Vips           | Hitech Grand Prix  | Resultados |
| 4     | 2     | Silverstone       |                     | Robert Shwartzman   | Leonardo Pulcini    | Hitech Grand Prix  | Resultados |
| 5     | 1     | Budapest          | Christian Lundgaard | Christian Lundgaard | Christian Lundgaard | ART Grand Prix     | Resultados |
| 5     | 2     | Budapest          |                     | Marcus Armstrong    | Marcus Armstrong    | PREMA Racing       | Resultados |
| 6     | 1     | Spa-Francorchamps | Jehan Daruvala      | Pedro Piquet        | Pedro Piquet        | Trident            | Resultados |
| 6     | 2     | Spa-Francorchamps |                     | Marcus Armstrong    | Marcus Armstrong    | PREMA Racing       | Resultados |
| 7     | 1     | Monza             | Christian Lundgaard | Robert Shwartzman   | Robert Shwartzman   | PREMA Racing       | Resultados |
| 7     | 2     | Monza             |                     | Richard Verschoor   | Yuki Tsunoda        | Jenzer Motorsport  | Resultados |
| 8     | 1     | Sochi             | Robert Shwartzman   | Jake Hughes         | Marcus Armstrong    | PREMA Racing       | Resultados |
| 8     | 2     | Sochi             |                     | Marcus Armstrong    | Jüri Vips           | Hitech Grand Prix  | Resultados |
| NC    | C     | Macao             | Jüri Vips           | Jüri Vips           | Jüri Vips           | Hitech Grand Prix  | Resultados |
| NC    | P     | Macao             | Jüri Vips           | Jake Hughes         | Richard Verschoor   | MP Motorsport      | Resultados |

## Clasificaciones

### Sistema de puntuación
Puntos de carrera larga
| Posición | 1º | 2º | 3º | 4º | 5º | 6º | 7º | 8º | 9º | 10º | Pole | VR |
| Puntos   | 25 | 18 | 15 | 12 | 10 | 8  | 6  | 4  | 2  | 1   | 4    | 2  |

Puntos de carrera corta
| Posición | 1º | 2º | 3º | 4º | 5º | 6º | 7º | 8º | VR |
| Puntos   | 15 | 12 | 10 | 8  | 6  | 4  | 2  | 1  | 2  |

### Campeonato de Pilotos
| Pos. | Piloto              | BAR | BAR | LEC | LEC | SPI | SPI | SIL | SIL | BUD | BUD | SPA | SPA | MNZ | MNZ | SOC | SOC | Puntos |
| ---- | ------------------- | --- | --- | --- | --- | --- | --- | --- | --- | --- | --- | --- | --- | --- | --- | --- | --- | ------ |
| 1    | Robert Shwartzman   | 1   | 4   | 2   | 1   | 5   | 3   | 5   | 2   | 5   | Ret | 2   | 3   | 1   | 8   | 2   | 3   | 212    |
| 2    | Marcus Armstrong    | 3   | 5   | 6   | 6   | 3   | 19  | 3   | 4   | 8   | 1   | 8   | 1   | 21  | 14  | 1   | 2   | 158    |
| 3    | Jehan Daruvala      | 7   | 1   | 1   | 3   | 4   | 2   | 2   | 28† | 11  | 7   | 3   | 5   | 2   | 13  | 5   | 15  | 157    |
| 4    | Jüri Vips           | 6   | 2   | 4   | 17  | 1   | 6   | 1   | 13  | 4   | 4   | 5   | 21  | Ret | 11  | 8   | 1   | 141    |
| 5    | Pedro Piquet        | 26  | 16  | 3   | 2   | 6   | 15  | 6   | 27† | Ret | 27  | 1   | 6   | 5   | 5   | 6   | Ret | 98     |
| 6    | Christian Lundgaard | 2   | 6   | Ret | 15  | 26  | 17  | 7   | 5   | 1   | 5   | 4   | 4   | 13  | 9   | 14  | 9   | 97     |
| 7    | Jake Hughes         | 17  | Ret | Ret | 7   | 7   | 1   | 9   | Ret | 3   | 3   | 21  | Ret | 6   | 3   | 7   | 4   | 90     |
| 8    | Leonardo Pulcini    | 20  | 21  | Ret | 12  | 9   | 5   | 4   | 1   | 7   | 2   | 7   | 7   | 10  | 6   | 4   | 17  | 78     |
| 9    | Yuki Tsunoda        | 10  | 9   | 7   | 9   | 16  | 11  | 14  | 7   | 9   | 6   | 6   | 2   | 3   | 1   | 12  | 25† | 67     |
| 10   | Max Fewtrell        | 5   | 8   | Ret | 18  | 2   | 4   | 19  | 12  | 2   | 24  | 9   | Ret | 14  | 21  | 11  | 11  | 57     |
| 11   | Liam Lawson         | NC  | 17  | 9   | 5   | 14  | 25  | 8   | 3   | 16  | 9   | 12  | 19  | 7   | 2   | 18  | 8   | 41     |
| 12   | Niko Kari           | 8   | 3   | 18  | 24† | 11  | 8   | 18  | 19  | 14  | 12  | 19  | Ret | Ret | 15  | 3   | 5   | 36     |
| 13   | Richard Verschoor   | 19  | 19  | 14  | 4   | 10  | 12  | 17  | 21  | 27† | 17  | 17  | 11  | 4   | 4   | 10  | 7   | 34     |
| 14   | David Beckmann      | 4   | 7   | 10  | Ret | 15  | 10  | 11  | 6   | 28† | 19  | 10  | 12  | Ret | 28† | WD  | WD  | 20     |
| 15   | Bent Viscaal        | 13  | 13  | 5   | 20  | 13  | Ret | 22  | 20  | 19  | 10  | 20  | 14  | 17  | 27† | Ret | 14  | 10     |
| 16   | Felipe Drugovich    | 11  | 10  | 19  | 10  | 12  | 14  | 13  | 10  | 6   | Ret | 18  | 9   | 16  | 12  | 25  | 16  | 8      |
| 17   | Fabio Scherer       | 27  | Ret | 15  | Ret | Ret | 22  | 16  | 8   | 15  | 13  | 27  | 18  | 8   | 7   | Ret | Ret | 5      |
| 18   | Lirim Zendeli       | 14  | 11  | Ret | 16  | 8   | 7   | 15  | 9   | Ret | 20  | 22  | Ret | Ret | 18  | DNS | DNS | 6      |
| 19   | Logan Sargeant      | 15  | 14  | 12  | 8   | 22  | 26  | 26  | 14  | 10  | 8   | 13  | Ret | 9   | 10  | 15  | 10  | 5      |
| 20   | Alex Peroni         | 12  | 24  | 8   | 14  | 21  | Ret | 10  | Ret | 26  | 16  | Ret | 15  | Ret | WD  |     |     | 5      |
| 21   | Ye Yifei            | 22  | Ret | 13  | 22  | 20  | Ret | 12  | 11  | 18  | 22  | 15  | 10  | Ret | 19  | 13  | 6   | 4      |
| 22   | Raoul Hyman         | 21  | Ret | 17  | 13  | 19  | 16  | Ret | 18  | 22  | 25  | 26  | Ret | 15  | 17  | 9   | 13  | 2      |
| 23   | Simo Laaksonen      | 9   | Ret | 20† | Ret | 18  | 18  | 24  | 24  | 17  | 18  | 24  | Ret | 20  | 20  | 17  | Ret | 2      |
| 24   | Teppei Natori       | 24  | 15  | Ret | Ret | Ret | 23  | 25  | 16  | 20  | Ret | 11  | 8   | 11  | 29† | 20  | 19  | 1      |
| 25   | Devlin DeFrancesco  | 23  | 20  | 21† | 21  | 17  | 9   | 27  | 17  | 12  | 11  | 29  | Ret | 12  | 16  | 23  | 12  | 0      |
| 26   | Andreas Estner      | 25  | 22  | 11  | 11  | 23  | 20  | 23  | 22  | 21  | 15  | 23  | 17  | 22  | 24  | 24  | 18  | 0      |
| 27   | Sebastián Fernández | 16  | 12  | Ret | Ret | 24  | Ret | 20  | 15  | 13  | 23  | 25  | 13  | 18  | 26  | 16  | 24† | 0      |
| 28   | Keyvan Andres       | 28  | 18  | DNS | 19  | 27  | 13  | 21  | 26  | 23  | 14  | 14  | 16  | 19  | 22  | 19  | 23† | 0      |
| 29   | Alessio Deledda     | Ret | 23  | 16  | 23  | 26  | 24  | Ret | 25  | 24  | 26  | 28  | 20  | 23  | 25  | 21  | 22  | 0      |
| 30   | Giorgio Carrara     |     |     |     |     | 28  | 21  |     |     | 25  | 21  | 16  | Ret | Ret | 23  |     |     | 0      |
| 31   | Artem Petrov        | 18  | Ret |     |     |     |     |     |     |     |     |     |     |     |     |     |     | 0      |
| 32   | David Schumacher    |     |     |     |     |     |     |     |     |     |     |     |     |     |     | 22  | 20  | 0      |
| 33   | Hon Chio Leong      |     |     |     |     |     |     |     |     |     |     |     |     |     |     | Ret | 21  | 0      |
| 34   | Federico Malvestiti |     |     |     |     |     |     | Ret | 23  |     |     |     |     |     |     |     |     | 0      |
| Pos. | Piloto              | BAR | BAR | LEC | LEC | SPI | SPI | SIL | SIL | BUD | BUD | SPA | SPA | MNZ | MNZ | SOC | SOC | Puntos |

| Color     | Resultado              |
| --------- | ---------------------- |
| Oro       | Ganador                |
| Plata     | 2.ª plaza              |
| Bronce    | 3.ª plaza              |
| Verde     | Finalizó en los puntos |
| Azul      | Finalizó sin puntos    |
| Azul      | NC - No clasificado    |
| Violeta   | Ret - No terminó       |
| Rojo      | DNQ - No se clasificó  |
| Negro     | DSQ - Descalificado    |
| Blanco    | DNS - No empezó        |
| Blanco    | WD - Retirado          |
| Blanco    | C - Carrera cancelada  |
| Sin color | DNP - No participó     |
| Sin color | INJ - Lesionado        |
| Sin color | EX - Excluido          |

| Estado  | Resultado |
| ------- | --- |
| Negrita | Pole position |
| Cursiva | Vuelta rápida puntuable, el piloto cumplió los requisitos para ser bonificado con uno o más puntos por lograr la vuelta rápida |
| †       | Abandona, pero clasifica al completar el porcentaje requerido para ello                                                        |

Fuente: Fórmula 3.

### Campeonato de Escuderías
| Pos. | Escudería                     | N.º | BAR | BAR | LEC | LEC | SPI | SPI | SIL | SIL | BUD | BUD | SPA | SPA | MNZ | MNZ | SOC | SOC | Puntos |
| ---- | ----------------------------- | --- | --- | --- | --- | --- | --- | --- | --- | --- | --- | --- | --- | --- | --- | --- | --- | --- | ------ |
| 1    | PREMA Racing                  | 26  | 3   | 5   | 6   | 6   | 3   | 19  | 3   | 4   | 8   | 1   | 8   | 1   | 21  | 14  | 1   | 2   | 527    |
| 1    | PREMA Racing                  | 27  | 7   | 1   | 1   | 3   | 4   | 2   | 2   | 28† | 11  | 7   | 3   | 5   | 2   | 13  | 5   | 15  | 527    |
| 1    | PREMA Racing                  | 28  | 1   | 4   | 2   | 1   | 5   | 3   | 5   | 2   | 5   | Ret | 2   | 3   | 1   | 8   | 2   | 3   | 527    |
| 2    | Hitech Grand Prix             | 20  | 20  | 21  | Ret | 12  | 9   | 5   | 4   | 1   | 7   | 2   | 7   | 7   | 10  | 6   | 4   | 17  | 223    |
| 2    | Hitech Grand Prix             | 21  | 6   | 2   | 4   | 17  | 1   | 6   | 1   | 13  | 4   | 4   | 5   | 21  | Ret | 11  | 8   | 1   | 223    |
| 2    | Hitech Grand Prix             | 22  | 22  | Ret | 13  | 22  | 20  | Ret | 12  | 11  | 18  | 22  | 15  | 10  | Ret | 19  | 13  | 6   | 223    |
| 3    | ART Grand Prix                | 1   | 4   | 7   | 10  | Ret | 15  | 10  | 11  | 6   | Ret | 19  | 10  | 12  | Ret | 28† | WD  | WD  | 174    |
| 3    | ART Grand Prix                | 2   | 5   | 8   | Ret | 18  | 2   | 4   | 19  | 12  | 2   | 24  | 9   | Ret | 14  | 21  | 11  | 11  | 174    |
| 3    | ART Grand Prix                | 3   | 2   | 6   | Ret | 15  | 26  | 17  | 7   | 5   | 1   | 5   | 4   | 4   | 13  | 9   | 14  | 9   | 174    |
| 4    | Trident                       | 17  | 23  | 20  | 21† | 21  | 17  | 9   | 27  | 17  | 12  | 11  | 29  | Ret | 12  | 16  | 23  | 12  | 134    |
| 4    | Trident                       | 18  | 26  | 16  | 3   | 2   | 4   | 15  | 6   | 27† | Ret | 27  | 1   | 6   | 5   | 5   | 6   | Ret | 134    |
| 4    | Trident                       | 19  | 8   | 3   | 18  | 24† | 11  | 8   | 18  | 19  | 14  | 12  | 19  | Ret | Ret | 15  | 3   | 5   | 134    |
| 5    | HWA RACELAB                   | 10  | 13  | 13  | 5   | 20  | 13  | Ret | 22  | 20  | 19  | 10  | 20  | 14  | 17  | 27† | Ret | 14  | 100    |
| 5    | HWA RACELAB                   | 11  | 17  | Ret | Ret | 7   | 7   | 1   | 9   | Ret | 3   | 3   | 21  | Ret | 6   | 3   | 7   | 4   | 100    |
| 5    | HWA RACELAB                   | 12  | 28  | 18  | DNS | 19  | 27  | 13  | 21  | 26  | 23  | 14  | 14  | 16  | 19  | 22  | 19  | 24† | 100    |
| 6    | MP Motorsport                 | 4   | NC  | 17  | 9   | 5   | 14  | 25  | 8   | 3   | 16  | 9   | 12  | 19  | 7   | 2   | 18  | 8   | 77     |
| 6    | MP Motorsport                 | 5   | 9   | Ret | 20† | Ret | 18  | 18  | 24  | 24  | 17  | 18  | 24  | Ret | 20  | 20  | 17  | Ret | 77     |
| 6    | MP Motorsport                 | 6   | 19  | 19  | 14  | 4   | 10  | 12  | 17  | 21  | Ret | 17  | 17  | 11  | 4   | 4   | 10  | 7   | 77     |
| 7    | Jenzer Motorsport             | 14  | 10  | 9   | 7   | 9   | 16  | 11  | 14  | 7   | 9   | 6   | 6   | 2   | 3   | 1   | 12  | 25† | 67     |
| 7    | Jenzer Motorsport             | 15  | 18  | Ret |     |     | 28  | 21  | Ret | 23  | 25  | 21  | 16  | Ret | Ret | 23  | Ret | 21  | 67     |
| 7    | Jenzer Motorsport             | 16  | 25  | 22  | 11  | 11  | 23  | 20  | 23  | 22  | 21  | 15  | 23  | 17  | 22  | 24  | 24  | 18  | 67     |
| 8    | Sauber Junior Team by Charouz | 7   | 14  | 11  | Ret | 16  | 8   | 7   | 15  | 9   | Ret | 20  | 22  | 22  | Ret | 18  | DNS | DNS | 15     |
| 8    | Sauber Junior Team by Charouz | 8   | 27  | Ret | 15  | Ret | Ret | 22  | 16  | 8   | 15  | 13  | 27  | 18  | 8   | 7   | Ret | Ret | 15     |
| 8    | Sauber Junior Team by Charouz | 9   | 21  | Ret | 17  | 13  | 19  | 16  | Ret | 18  | 22  | 25  | 26  | Ret | 15  | 17  | 9   | 13  | 15     |
| 9    | Carlin Buzz Racing            | 29  | 24  | 15  | Ret | Ret | Ret | 23  | 25  | 16  | 20  | Ret | 11  | 8   | 11  | 29† | 20  | 19  | 14     |
| 9    | Carlin Buzz Racing            | 30  | 11  | 10  | 19  | 10  | 12  | 14  | 13  | 10  | 6   | Ret | 18  | 9   | 16  | 12  | 25  | 16  | 14     |
| 9    | Carlin Buzz Racing            | 31  | 15  | 14  | 12  | 8   | 22  | 26  | 26  | 14  | 10  | 8   | 13  | Ret | 9   | 10  | 15  | 10  | 14     |
| 10   | Campos Racing                 | 23  | 12  | 24  | 8   | 14  | 21  | Ret | 10  | Ret | 26  | 16  | Ret | 15  | Ret | WD  | 22  | 20  | 5      |
| 10   | Campos Racing                 | 24  | Ret | 23  | 16  | 23  | 26  | 24  | Ret | 25  | 24  | 26  | 28  | 20  | 23  | 25  | 21  | 22  | 5      |
| 10   | Campos Racing                 | 25  | 16  | 12  | Ret | Ret | 24  | Ret | 20  | 15  | 13  | 23  | 25  | 13  | 18  | 26  | 16  | 23† | 5      |
| Pos. | Escudería                     | N.º | BAR | BAR | LEC | LEC | SPI | SPI | SIL | SIL | BUD | BUD | SPA | SPA | MNZ | MNZ | SOC | SOC | Puntos |

| Color     | Resultado              |
| --------- | ---------------------- |
| Oro       | Ganador                |
| Plata     | 2.ª plaza              |
| Bronce    | 3.ª plaza              |
| Verde     | Finalizó en los puntos |
| Azul      | Finalizó sin puntos    |
| Azul      | NC - No clasificado    |
| Violeta   | Ret - No terminó       |
| Rojo      | DNQ - No se clasificó  |
| Negro     | DSQ - Descalificado    |
| Blanco    | DNS - No empezó        |
| Blanco    | WD - Retirado          |
| Blanco    | C - Carrera cancelada  |
| Sin color | DNP - No participó     |
| Sin color | INJ - Lesionado        |
| Sin color | EX - Excluido          |

| Estado  | Resultado |
| ------- | --- |
| Negrita | Pole position |
| Cursiva | Vuelta rápida puntuable, el piloto cumplió los requisitos para ser bonificado con uno o más puntos por lograr la vuelta rápida |
| †       | Abandona, pero clasifica al completar el porcentaje requerido para ello                                                        |

Fuente: Fórmula 3.

### Citas
1. ↑  Slafer, Tomás (9 de marzo de 2018). «La Fórmula 3, nueva categoría soporte de la Fórmula 1 en 2019». SoyMotor.com. Consultado el 25 de octubre de 2018.
2. ↑  Tera, Sofía (9 de marzo de 2018). «La Fórmula 3 pasará a ser categoría telonera de la Fórmula 1 en 2019». Car and Driver. Archivado desde el original el 25 de octubre de 2018. Consultado el 25 de octubre de 2018.
3. ↑  Fernández, Adrián (23 de octubre de 2018). «HWA, socio de Mercedes, entre los 10 equipos de la nueva Fórmula 3». Motor.es. Consultado el 25 de octubre de 2018.
4. ↑  Benyon, Jack (22 de octubre de 2018). «HWA encabeza la lista de 10 equipos de la F3 2019». Motorsport.com. Consultado el 25 de octubre de 2018.
5. ↑  «David Beckmann to race with ART Grand Prix in 2019». Fórmula 3 (en inglés). Formula Motorsport Limited. 14 de diciembre de 2018. Archivado desde el original el 13 de marzo de 2019. Consultado el 14 de diciembre de 2018.
6. 1 2  «Lundgaard and Fewtrell join ART Grand Prix». Fórmula 3 (en inglés). Formula Motorsport Limited. 23 de enero de 2019. Archivado desde el original el 13 de marzo de 2019. Consultado el 23 de enero de 2019.
7. ↑  «Liam Lawson joins MP Motorsport for debut FIA F3 campaign». Fórmula 3 (en inglés). Formula Motorsport Limited. 10 de marzo de 2019. Archivado desde el original el 13 de marzo de 2019. Consultado el 10 de marzo de 2019.
8. ↑  «Simo Laaksonen joins MP Motorsport». Fórmula 3 (en inglés). Formula Motorsport Limited. 28 de febrero de 2019. Archivado desde el original el 13 de marzo de 2019. Consultado el 1 de marzo de 2019.
9. ↑  «Richard Verschoor to race with MP Motorsport». Fórmula 3 (en inglés). Formula Motorsport Limited. 10 de marzo de 2019. Archivado desde el original el 13 de marzo de 2019. Consultado el 10 de marzo de 2019.
10. 1 2 3  Vázquez, Ana (19 de febrero de 2019). «Sauber anuncia sus alineaciones de jóvenes pilotos para F2, F3 y F4». SoyMotor.com. Consultado el 19 de febrero de 2019. «En F3 tendrán al suizo Fabio Scherer, al campeón de la F4 alemana Lirim Zendeli y al campeón de la F3 asiática Raoul Hyman.»
11. ↑  «Bent Viscaal to drive for HWA RACELAB in 2019». Fórmula 3 (en inglés). Formula Motorsport Limited. 18 de febrero de 2019. Archivado desde el original el 13 de marzo de 2019. Consultado el 18 de febrero de 2019.
12. ↑  «Jake Hughes completes HWA RACELAB 2019 line-up». Fórmula 3 (en inglés). Formula Motorsport Limited. 20 de febrero de 2019. Archivado desde el original el 13 de marzo de 2019. Consultado el 20 de febrero de 2019.
13. ↑  «Keyvan Andres together with HWA RACELAB for 2019». Fórmula 3 (en inglés). Formula Motorsport Limited. 15 de febrero de 2019. Archivado desde el original el 13 de marzo de 2019. Consultado el 15 de febrero de 2019.
14. ↑  Muñoz, Jesús (26 de noviembre de 2018). «Matsushita vuelve a la Fórmula 2; Tsunoda da el salto a F3». SoyMotor.com. Consultado el 26 de noviembre de 2018. «Yuki Tsunoda dará el salto a la nueva Fórmula 3 con Jenzer Motorsport».
15. 1 2  «FIA Formula 3: Arrivano Deledda e Petrov - Motorsport.com Svizzera». ch-it.motorsport.com (en italiano). Consultado el 19 de febrero de 2019.
16. ↑  Faturos, Federico (24 de junio de 2019). «Carrara debuta en la F3 en Austria». Motorsport.com. Consultado el 24 de junio de 2019.
17. 1 2  «Giorgio Carrara joins Jenzer Motorsport - Formula 3». www.fiaformula3.com. Archivado desde el original el 27 de junio de 2019. Consultado el 25 de junio de 2019.
18. 1 2  «Further F3 action for Giorgio Carrara». Fórmula 3 (en inglés). Formula Motorsport Limited. 30 de julio de 2019. Archivado desde el original el 30 de julio de 2019. Consultado el 30 de julio de 2019.
19. 1 2  «Federico Malvestiti to debut in FIA F3». Fórmula 3 (en inglés). Formula Motorsport Limited. 8 de julio de 2019. Archivado desde el original el 8 de julio de 2019. Consultado el 8 de julio de 2019.
20. 1 2  «Leong joins Jenzer Motorsport for season finale». Fórmula 3 (en inglés). Formula Motorsport Limited. 19 de septiembre de 2019. Archivado desde el original el 20 de septiembre de 2019. Consultado el 19 de septiembre de 2019.
21. ↑  «Andreas Estner completes Jenzer Motorsport 2019 line-up». Fórmula 3 (en inglés). Formula Motorsport Limited. 11 de abril de 2019. Archivado desde el original el 11 de abril de 2019. Consultado el 11 de abril de 2019.
22. ↑  «Devlin DeFrancesco completes Trident's 2019 line-up». Fórmula 3 (en inglés). Formula Motorsport Limited. 27 de febrero de 2019. Archivado desde el original el 10 de abril de 2019. Consultado el 27 de febrero de 2019.
23. ↑  «Pedro Piquet back with Trident for 2019 FIA F3 challenge». Fórmula 3 (en inglés). Formula Motorsport Limited. 27 de febrero de 2019. Archivado desde el original el 13 de marzo de 2019. Consultado el 27 de febrero de 2019.
24. ↑  Khorounzhiy, Valentin (20 de febrero de 2019). «Trident signs ex-Red Bull junior Niko Kari for 2019 FIA F3 season». Autosport (en inglés). Consultado el 20 de febrero de 2019.
25. ↑  «Pulcini and Hitech GP together for 2019 season». Fórmula 3 (en inglés). Formula Motorsport Limited. 4 de febrero de 2019. Archivado desde el original el 13 de marzo de 2019. Consultado el 4 de febrero de 2019.
26. ↑  «Red Bull junior Vips joins Hitech GP for FIA F3 campaign». Read Motorsport (en inglés). 5 de diciembre de 2018. Consultado el 6 de diciembre de 2018.
27. ↑  «Ye Yifei joins Hitech Grand Prix for 2019 season». Fórmula 3 (en inglés). Formula Motorsport Limited. 27 de febrero de 2019. Archivado desde el original el 13 de marzo de 2019. Consultado el 27 de febrero de 2019.
28. ↑  Fernández, Adrián (1 de febrero de 2019). «Campos confirma a Alex Peroni, su segundo piloto». Motor.es. Consultado el 1 de febrero de 2019.
29. 1 2  «Schumacher joins Campos for season finale». Fórmula 3 (en inglés). Formula Motorsport Limited. 23 de septiembre de 2019. Archivado desde el original el 24 de septiembre de 2019. Consultado el 24 de septiembre de 2019.
30. ↑  Slafer, Tomás (27 de diciembre de 2018). «Campos anuncia a Sebastián Fernández para 2019». SoyMotor.com. Consultado el 28 de diciembre de 2018.
31. ↑  Benyon, Jack. «Ferrari Academy driver Marcus Armstrong gets 2019 Prema FIA F3 seat». Autosport.com (en inglés). Consultado el 4 de diciembre de 2018.
32. ↑  Thukral, Rachit. «Jehan Daruvala joins Marcus Armstrong at Prema for FIA F3 in 2019». Autosport.com (en inglés). Consultado el 6 de diciembre de 2018.
33. ↑  «F3 | Il russo della FDA Robert Shwartzman completa la line up Prema». F1inGenerale (en it-IT). 5 de febrero de 2019. Consultado el 5 de febrero de 2019.
34. ↑  Slafer, Tomás (11 de enero de 2019). «Carlin ficha al protegido de Honda, Teppei Natori, para la F3 2019». SoyMotor.com. Consultado el 12 de enero de 2019.
35. ↑  «Felipe Drugovich joins Carlin Buzz Racing for 2019 season». Fórmula 3 (en inglés). Formula Motorsport Limited. 14 de febrero de 2019. Archivado desde el original el 13 de marzo de 2019. Consultado el 15 de febrero de 2019.
36. ↑  «Logan Sargeant confirmed at Carlin Buzz Racing in 2019». Fórmula 3 (en inglés). Formula Motorsport Limited. 18 de febrero de 2019. Archivado desde el original el 13 de marzo de 2019. Consultado el 18 de febrero de 2019.
37. ↑  «Teams & Drivers». Fórmula 3 (en inglés). Formula Motorsport Limited. Archivado desde el original el 13 de marzo de 2019. Consultado el 4 de diciembre de 2018.
38. ↑  «2019 FIA Formula 3 Championship | ENTRY LIST | Issue 1 05/05/19» (PDF). Federation Internationale de l'Automobile (en inglés). Consultado el 26 de junio de 2019.
39. ↑  «2019 FIA Formula 3 Championship | ENTRY LIST | Issue 2 18/06/19» (PDF). Federation Internationale de l'Automobile (en inglés). Consultado el 26 de junio de 2019.
40. ↑  «2019 FIA Formula 3 Championship | ENTRY LIST | Issue 3 25/06/19» (PDF). Federation Internationale de l'Automobile (en inglés). Consultado el 26 de junio de 2019.
41. ↑  «2019 FIA Formula 3 Championship | SILVERSTONE EVENT | ENTRY LIST» (PDF). Federation Internationale de l'Automobile (en inglés). Consultado el 11 de julio de 2019.
42. ↑  «2019 FIA Formula 3 Championship | ENTRY LIST | Issue 5 29/07/19» (PDF). Federation Internationale de l'Automobile (en inglés). Consultado el 30 de julio de 2019.
43. ↑  «MONZA EVENT | 6 TO 8 SEPTEMBER 2019» (PDF). Federation Internationale de l'Automobile (en inglés). Consultado el 6 de septiembre.
44. ↑  «2019 FIA Formula 3 Championship | ENTRY LIST | Issue 6 24/09/2019» (PDF). Federation Internationale de l'Automobile (en inglés). Consultado el 27 de septiembre.
45. ↑  «2019 season calendar revealed». Fórmula 3 (en inglés). Formula Motorsport Limited. Archivado desde el original el 13 de marzo de 2019. Consultado el 5 de diciembre de 2018.
46. ↑  Beer, Matt (5 de diciembre de 2018). «FIA anuncia el calendario 2019 de la Fórmula 2 y la nueva Fórmula 3». Motorsport.com. Consultado el 5 de diciembre de 2018.
47. ↑  Benyon, Jack (4 de julio de 2019). «FIA F3 car to Macau in non-championship race, track changes expected». Autosport (en inglés). Motorsport Network. Consultado el 26 de octubre de 2023.
48. ↑  «Part 2: The Technical Expertise». Fórmula 3 (en inglés). Formula Motorsport Limited. p. 3. Archivado desde el original el 9 de mayo de 2019. Consultado el 9 de mayo de 2019.
49. ↑  «Part 3: On Track». Fórmula 3 (en inglés). Formula Motorsport Limited. Archivado desde el original el 9 de mayo de 2019. Consultado el 9 de mayo de 2019.
50. ↑  «Marcus Armstrong sets the pace at Le Castellet». Fórmula 3 (en inglés). Formula Motorsport Limited. 20 de marzo de 2018. Archivado desde el original el 26 de marzo de 2019. Consultado el 25 de marzo de 2019.
51. ↑  «Christian Lundgaard ends inaugural F3 pre-season test on top». Fórmula 3 (en inglés). Formula Motorsport Limited. 21 de marzo de 2018. Archivado desde el original el 26 de marzo de 2019. Consultado el 25 de marzo de 2019.
52. ↑  «Leonardo Pulcini fastest in dry/wet/dry Day 1 test». Fórmula 3 (en inglés). Formula Motorsport Limited. 9 de abril de 2018. Archivado desde el original el 10 de abril de 2019. Consultado el 9 de abril de 2019.
53. ↑  «Leonardo Pulcini ends Barcelona test on top». Fórmula 3 (en inglés). Formula Motorsport Limited. 10 de abril de 2018. Archivado desde el original el 10 de abril de 2019. Consultado el 10 de abril de 2019.
54. ↑  «ARMSTRONG SETS THE PACE IN BUDAPEST». Fórmula 3 (en inglés). Formula Motorsport Limited. 17 de abril de 2018. Archivado desde el original el 17 de abril de 2019. Consultado el 17 de abril de 2019.
55. ↑  «SHWARTZMAN SHIFTS UP A GEAR IN FINAL TEST». Fórmula 3 (en inglés). Formula Motorsport Limited. 18 de abril de 2018. Archivado desde el original el 18 de abril de 2019. Consultado el 18 de abril de 2019.
56. ↑  «Lundgaard quickest on Day 1 in Valencia». Fórmula 3 (en inglés). Formula Motorsport Limited. 20 de octubre de 2019. Archivado desde el original el 22 de octubre de 2019. Consultado el 22 de octubre de 2019.
57. ↑  «Lundgaard dominant again on Day 2». Fórmula 3 (en inglés). Formula Motorsport Limited. 21 de octubre de 2019. Archivado desde el original el 22 de octubre de 2019. Consultado el 22 de octubre de 2019.
58. ↑  «Sargeant leads wet final day of post-season testing». Fórmula 3 (en inglés). Formula Motorsport Limited. 22 de octubre de 2019. Archivado desde el original el 22 de octubre de 2019. Consultado el 22 de octubre de 2019.
59. ↑  «Driver Standings - FIA Formula 3 2019». Fórmula 3 (en inglés). Formula Motorsport Limited. Archivado desde el original el 29 de septiembre de 2019. Consultado el 29 de septiembre de 2019.
60. ↑  «Team Standings - FIA Formula 3 2019». Fórmula 3 (en inglés). Formula Motorsport Limited. Archivado desde el original el 29 de septiembre de 2019. Consultado el 29 de septiembre de 2019.